# SNK
A SNK Corporation (株式会社SNK, Kabushiki-gaisha SNK) é uma empresa japonesa de videogames fundada em Suita, Osaka, em 2001 pelo ex-boxe Eikichi Kawasaki. Está sediada na região de Suita, em Osaka, no Japão, mas também possui escritórios em países como os Estados Unidos e Reino Unido. SNK é um acrônimo para Shin Nihon Kikaku (ou "Projeto Novo Japão", em japonês). É a sucessora da empresa homônima que faliu em 2001 e chamou-se originalmente Playmore.
Seus produtos mais famosos são o sistema de jogos arcade e o videogame doméstico Neo-Geo, além de diversas séries de jogos como Metal Slug, Samurai Shodown, Fatal Fury, Art of Fighting e The King of Fighters.

## História
A primeira detentora do nome SNK foi fundada em 1978 por Eikichi Kawasaki e faliu em 2001, passando os direitos de propriedade intelectual para a Playmore, entretanto fundada igualmente por Eikichi Kawasaki. A Playmore mudou seu nome para "SNK Playmore" em 2003 e em 2016 mudou-o novamente para SNK.

## Playmore Corporation

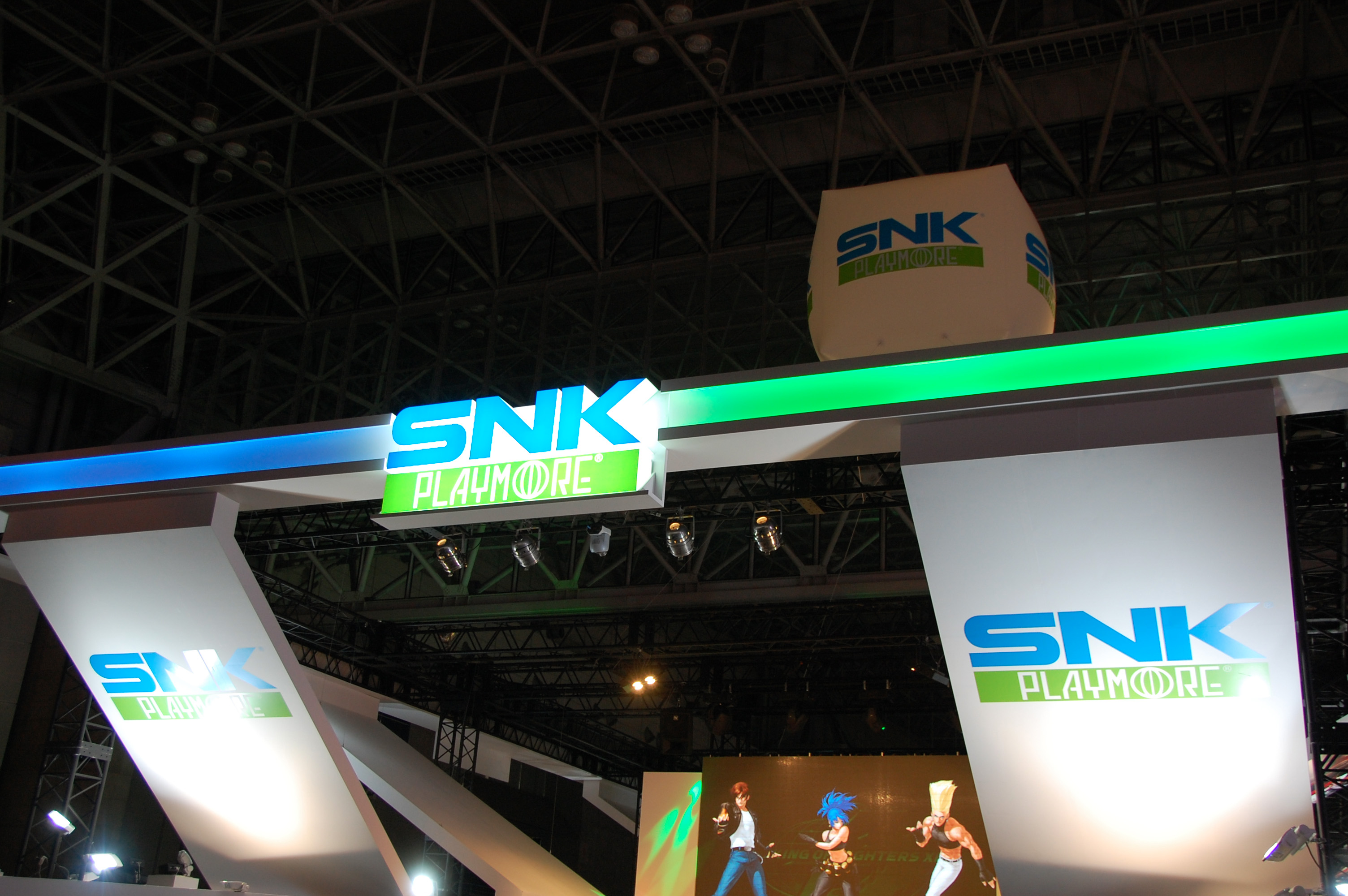
Stand SNK Playmore em feira de games

De olho no fim da empresa, Eikichi Kawasaki deixou a SNK junto com outros executivos para fundar uma empresa chamada Playmore em 1 de agosto de 2001 concedeu os direitos de propriedade intelectual da SNK em 30 de Outubro de 2001. A empresa então começou a reforçar seus ativos e recontratar ex-funcionários da SNK.
Para restabelecer sua presença no mercado de jogos, a Playmore adquiriu a BrezzaSoft e seus ex-desenvolvedores da SNK, bem como a Noise Factory, desenvolvedora do Neo Geo baseado no Japão. A Sun Amusement, uma distribuidora japonesa de jogos comerciais, foi adquirida pela SNK para fornecer à empresa um ponto de distribuição de fliperama no Japão. Escritórios internacionais foram estabelecidos na Coreia do Sul, Hong Kong e Estados Unidos sob o nome de SNK NeoGeo para distribuição de jogos comerciais e, posteriormente, para consumidores.
Em 7 de Julho de 2003, a Playmore anunciou que passaria a se chamar SNK Playmore.
Em 2012 a SNK Playmore anuncia o lançamento do Neo Geo X, uma versão portátil do Neo Geo. Contudo, um ano depois a produção foi encerrada por problemas de propriedades intelectuais da marca Neo Geo entre a SNK e sua parceira na fabricação do console, Tommo.

## Aquisição estrangeira e restauração da marca
Em 2015, a joint venture chinesa Ledo Millenium, formada pelas empresas Oriental Securities e Shunrong Sanqi, adquireu 81,25% da SNK Playmore por $63.5 milhões de dólares.
Em 25 de abril de 2016, a SNK retirou oficialmente o nome "Playmore" de seu logotipo corporativo e reintroduziu seu antigo slogan, "The Future Is Now", para significar "um retorno à rica história de jogos da SNK". Uma mudança de nome legal de SNK Playmore Corporation para SNK Corporation ocorreu em 1° de dezembro de 2016, para estabelecer mais firmemente a SNK Playmore como a sucessora da antiga marca e legado SNK. The King of Fighters XIV, a primeira entrada em sua série em mais de meia década, foi lançado em 2016.
Com o objetivo de alertar os fãs das franquias SNK de que a empresa está de volta ao mercado, a empresa cede os direitos de distribuição de seus jogos para a japonesa Hamster Corporation, e assim, em março de 2017, é lançada a série ACA NeoGeo, cujo objetivo é relançar os jogos do antigo Neo-Geo para Playstation 4, Xbox One, Microsoft Store e Nintendo Switch.
Em novembro de 2017, a SNK assinou um acordo com a empresa árabe Manga Productions visando a criação de uma personagem e cenário saudita para o jogo The King of Fighters XIV.

Em julho de 2018, a SNK lançou o NEOGEO Mini, um console em miniatura baseado no design das máquinas de fliperama japonesas da empresa. Foi pré-carregado com quarenta jogos clássicos do Neo Geo.
Em julho de 2019, a 12.ª entrada da série Samurai Shodown foi lançada para PlayStation 4 e Xbox One, seguida por uma versão arcade em outubro e uma versão Nintendo Switch no final do ano.
Em 4 de setembro de 2019, a Nintendo anunciou que o protagonista de Fatal Fury e personagem de The King of Fighters, Terry Bogard, seria adicionado como um personagem jogável para download ao Super Smash Bros. Ultimate, com lançamento planejado para novembro de 2019. Terry foi disponibilizado em 6 de novembro, junto com um palco baseado em The King of Fighters e 50 músicas de várias séries da SNK.
Em novembro de 2020, a Fundação MiSK, uma organização sem fins lucrativos de propriedade do príncipe herdeiro da Arábia Saudita, Mohammed bin Salman, adquiriu 33,3% das ações da SNK por meio de sua subsidiária, Electronic Game Development Company (EGDC), com a intenção de adquirir mais 17,7% das ações posteriormente para obter o controle acionário da empresa.
Em abril de 2021, foram nomeados três membros do conselho enviados da Arábia Saudita. A EGDC anunciou a sua intenção de adquirir 51% através de compras adicionais. Em fevereiro de 2022, a participação acionária da EGDC foi aumentada para 96,18%. Em maio do mesmo ano, a SNK notifica a saída de suas ações da Bolsa de Coreia (KOSDAQ) e os planos futuros da EGDC de adquirir todas as ações da empresa tornando-se sua subsidiária integral.
Em 20 de março de 2023, a SNK mudou sua sede principal para Yodogawa-ku, Osaka, Japão.

## SNK Entertainment
Em 22 de fevereiro de 2016, a empresa anuncia a criação da subsidiária SNK Entertainment, divisão que será responsável para trabalhar com material licenciado relacionado às suas propriedades.
A criação da SNK Entertainment se deu após a aquisição da SNK pela chinesa Ledo Millenium, cujo CEO, Zheng Jianhui, afirmou que seguirá a formula dos estúdios Marvel.
Tal iniciativa começou a dar seus primeiros frutos com o anúncio do lançamento do mangá da franquia King of Fighters e da série de computação gráfica The King of Fighters: Destiny.